# Polydamas
Polydamas, Polidamas (gr. Πολυδάμας) – postać w mitologii greckiej, uczestnik wojny trojańskiej.
Był synem kapłana Apolla Pantoosa i Frontydy lub Pronome. Urodził się tej samej nocy co Hektor i był później jego doradcą i towarzyszem walk. Cechował się rozwagą i posługiwał się wyłącznie własnym rozsądkiem, nie polegając na wróżbach i słowach bogów. Nie bał się odradzać Trojanom odwrotu, gdy znaleźli się na polu walki w niekorzystnej sytuacji. Radził Hektorowi wycofać się wraz z wojskiem do Ilionu i nie stawać do walki z Achillesem, ten jednak nie posłuchał go i zginął. Po śmierci Hektora doradzał Trojanom wydanie Achajom Heleny. Sam jednakże wsławił się w boju, zabijając Mekistosa i Otosa oraz raniąc Peneleosa.
Miał mieć syna imieniem Leokritos.